# Choi Yeo-jin
Choi Yeo-jin (최여진?; Seul, 27 luglio 1983) è un'attrice e modella sudcoreana.

## Filmografia parziale

### Cinema
- Yeon-aesulsa (Love in Magic), (2005)

### Televisione
- Mi-anhada, saranghanda – serie TV (2004)
- Dream High – serie TV (2011)
- Eunggeumnamnyeo (응급남녀) – serie TV (2014)
- Oegwa-uisa Bong Dal-hee – serie TV (2007)
- Gonghangganeun gil – serie TV (2016)
- My Holo Love (나 홀로 그대?, Na hollo geudaeLR) – serie TV (2020)

## Riconoscimenti
- Supermodel Contest Canada 2001
- SBS Drama Awards
  - 2007 – New Star Award per il film Surgeon Bong Dal-hee
- Baeksang Arts Awards
  - 2008 – candidatura a Best New Actress (TV) per Golden Bride
- Korea Jewelry Awards
  - 2008 – Sapphire Award
- MBC Entertainment Awards
  - 2010 – Excellence Award, Actress in a Sitcom/Comedy per More Charming by the Day
- Dancing with the Stars 2012[2]
- APAN Star Awards
  - 2015 – Best Dressed